# 橋本逸男
橋本 逸男（はしもと いつお）は、日本の外交官。ラオス駐箚特命全権大使、ブルネイ駐箚特命全権大使を経て、2009年9月1日から東北大学公共政策大学院教授。 

## 経歴・人物
福島県船引町（現、田村市）出身。東京大学在学中の1970年（昭和45年）9月に外務公務員採用上級試験に合格した。1971年（昭和46年）外務省に入省。ハーバード大学で修士号取得。
在アメリカ合衆国日本国大使館二等書記官、アジア局中国課長補佐、経済協力局首席事務官、情報文化局首席事務官、在中華人民共和国日本国大使館一等書記官、在中国大使館公使（文化広報担当）、上海総領事などを務めた。
2002年（平成14年）ラオス駐箚特命全権大使を経て、2004年（平成16年）ブルネイ駐箚特命全権大使
外務省退官後は、東北大学公共政策大学院教授として国際関係論などを教えている。東北大学公共政策大学院副院長。2012年日本中国友好協会副会長就任。財団法人自治体国際化協会常務理事なども務めた。
2022年、瑞宝中綬章受章。

## 同期
- 海老原紳（08年駐イギリス大使）
- 赤阪清隆（07年国際連合事務次長）
- 須田明夫（09年軍縮会議日本政府代表部大使・06年国際テロ対策担当大使・03年駐スリランカ大使）
- 桂誠（07年駐比大使・04年駐ラオス大使）
- 楠本祐一（11年関西担当大使・09年駐ポーランド大使・04年駐ウズベキスタン大使）
- 島内憲（06年駐ブラジル大使・04年駐スペイン大使）
- 小島高明（10年国際テロ対策担当担当大使・07年駐オーストラリア大使・04年駐シンガポール大使）
- 横田淳（12年経済担当大使兼イラク復興支援等調整担当大使・09年駐ベルギー大使・06年国際貿易・経済担当大使・04年駐イスラエル大使）
- 三田村秀人（10年駐ニュージーランド大使・07年駐ザンビア大使）
- 清水訓夫（09年防衛大学校教授・05年駐アルジェリア大使）
- 野呂元良（08年駐マラウイ大使）
- 皆川一夫（11年駐ウガンダ大使）
- 佐藤正晴（12年駐ニカラグア大使）